# Ва (тибетская буква)

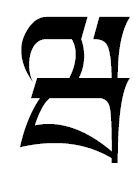

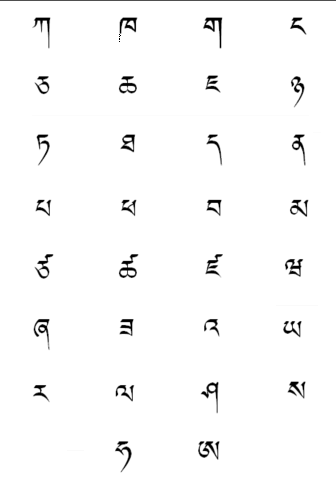

Ва (вайли Wa) — самая редко используемая буква тибетского алфавита. В словаре Рериха есть специальное название этой буквы — бачхе . В основном применяется для передачи заимствованных слов и топонимов. В буквенной передаче чисел соответствует числу 20. Вокруг буквы «ва» не может быть ни надписных, ни подписных, ни приписных букв. «Ва» может выступать только в качестве слогообразующей буквы или подписной буквы (принимая форму диакритического знака вазур).
В тантрическом буддизме «ва» встречается в мандалах и символизирует состояние вне причинно-следственных связей, а также является термином, обозначающим мистицизм и оккультные науки.

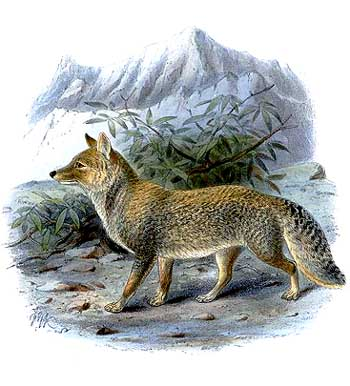
Ва —  — Тибетская лисица
Ва пхакпа
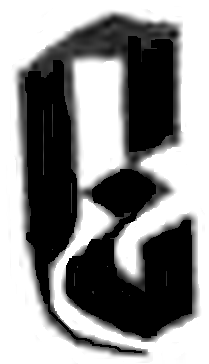
Ва рукописный (умэ)
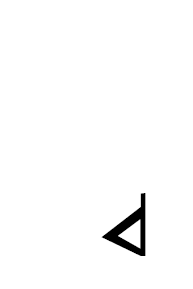
Вазур

## Вазур
Вазур может сочетаться с 16-ю буквами. Он не оказывает воздействия на произношение и применяется для различения омонимов. В словаре сочетания с вазуром располагаются в разделе соответствующей слогообразующей буквы перед сочетаниями с финалями.